# Părva profesionalna futbolna liga
La Părva profesionalna futbolna liga (in bulgaro Първа професионална футболна лига, Prima lega calcistica professionistica), anche nota come efbet League per motivi di sponsorizzazione, è la massima divisione del campionato bulgaro di calcio, organizzata dall'ente omonimo.
Le squadre più titolate della manifestazione sono il CSKA Sofia (31 titoli) e il Levski Sofia (26 titoli), che insieme hanno vinto la maggior parte dei campionati sinora disputati. Dal 2012 la lega è dominata dal Ludogorec, che ha vinto tutte le edizioni del campionato disputate da quando è stato promosso in massima serie.

## Formato
Le 16 squadre partecipanti si affrontano in una prima fase con gare di andata e ritorno, per un totale di 30 turni. Al termine della prima fase le prime sei classificate si qualificano per i play-off, in cui si scontrano in gare di sola andata; le squadre classificate dal 7º al 10º posto si qualificano, invece, per i play-off di qualificazione alla Conference League, dove si affrontano in gare di andata e ritorno, per un totale di ulteriori 6 giornate; infine le squadre dall'11º al 16º si qualificano per i play-out, scontrandosi tra di loro in gare di andata e ritorno.
Al termine della stagione la squadra campione si qualifica per il primo turno di qualificazione della UEFA Champions League. La squadra classificata al secondo posto si qualifica per il secondo turno di qualificazione della Conference League. La vincente dei play-off di qualificazione alla Conference League affronta la terza classificata nel girone dei play-off per un ulteriore posto in Conference League. La penultima classificata disputa uno spareggio promozione-retrocessione contro la seconda classificata in Vtora Liga: chi vince guadagna un posto nel successivo campionato di massima divisione. L'ultima classificata nel girone dei play-out retrocede direttamente in Vtora liga.

## Storia

### La nascita
Il primo campionato bulgaro si tenne nel 1924, sotto forma di torneo ad eliminazione diretta organizzato dalla federazione calcistica della Bulgaria che aveva invitato le sei rappresentanti delle federazioni sportive regionali. Il torneo non fu concluso a causa di una disputa tra Vladislav Varna e Levski Sofia sulle modalità della finale. L'anno successivo si tenne una seconda edizione, vinta dal Vladislav, che divenne il primo campione di Bulgaria. 
Nel 1927 non fu disputato, ma si continuò dall'anno successivo con la formula dell'eliminazione diretta fino al 1937, anno in cui fu introdotta il girone unico nazionale formato da 10 squadre, con stagione dall'autunno alla primavera.

### Post guerra
In seguito alla seconda guerra mondiale il campionato fu riorganizzato, con la nascita nel 1948 del Gruppo calcistico della repubblica. Al campionato partecipavano inizialmente 10 squadre, ma dalla stagione 1949 furono introdotti dei tornei di qualificazione per decretare le partecipanti alle edizioni successive. Il numero di partecipanti crebbe prima a 12, nel 1951, per arrivare a 16 nel 1953 e poi progressivamente diminuire fino ai 10 nel 1956.
Nel 1958 il campionato fu interrotto dopo una sola giornata, a causa di alcune dispute sui calendari, e il CSKA Sofia fu incoronato campione. Durante gli anni '60 il campionato vide continui cambi al formato, fino ad arrivare a 16 nel 1967, e l'unione di diversi club, anche a campionato in corso, come successo nella stagione 1968-69.
Nel 1984-85 fu introdotta una nuova regola, che ebbe corso per 3 campionati, per cui i pareggi per 0-0 non davano punti a nessuna delle due squadre, essendo equiparati, quindi, ad una sconfitta. A quella stagione risale però un noto "caso" del calcio bulgaro: nella finale di coppa nazionale, disputatasi fra le prime due in campionato (ad una giornata dal termine), vi fu una terribile rissa, in cui fu coinvolto anche un giovane Hristo Stoičkov. In conseguenza di questa rissa CSKA Sofia e Levski Sofia furono espulse dal campionato e sciolte (anche se presto rifondate) e il titolo assegnato alla terza in campionato, il Botev Plovdiv. Nel 1990 la Federazione bulgara riassegnò il titolo al Levski.

### Dal 2000
La federazione bulgara introdusse alcune riforme nell'autunno del 2000, con 14 squadre partecipanti e un sistema di promozioni e retrocessioni con le serie inferiori. Nella stagione 2001-2002 fu introdotto in via sperimentale anche un sistema ad eliminazione diretta, sia per il titolo che per le retrocessioni, ma l'anno successivo si tornò ad un semplice girone all'Italiana.
Nel 2003 il campionato fu riformato nella A-PFG, con 16 squadre partecipanti in un girone all'italiana, ridotti poi a 14 dall'edizione 2013-14 e a 12 nel 2014-15, mantenendo però il formato su due fasi. La stagione 2014-15 vide inoltre per la prima volta l'assenza di CSKA Sofia e Levski Sofia, che videro revocate le loro iscrizioni a causa di problemi economici.
Nel giugno 2016 il campionato fu rinominato in Părva profesionalna futbolna liga (PPFL), ancora suddiviso in una stagione regolare alla quale succedeva una divisione in tre diversi gironi.

## Squadre partecipanti
Vengono riportate le squadre militanti alla Părva profesionalna futbolna liga nella stagione 2024-2025.
| Club              | Città        | Stadio                        |
| ----------------- | ------------ | ----------------------------- |
| Arda Kărdžali     | Kărdžali     | Arena Arda                    |
| Beroe             | Stara Zagora | Stadio Beroe                  |
| Botev Plovdiv     | Plovdiv      | Stadio Hristo Botev, Plovdiv  |
| Botev Vraca       | Vraca        | Stadio Hristo Botev, Vraca    |
| Černo More Varna  | Varna        | Stadio Tiča                   |
| CSKA 1948 Sofia   | Sofia        | Stadio nazionale Vasil Levski |
| CSKA Sofia        | Sofia        | Stadio nazionale Vasil Levski |
| Hebăr Pazardžik   | Pazardžik    | Stadio Georgi Benkovski       |
| Krumovgrad        | Plovdiv      | Stadio Nikola Shterev         |
| Levski Sofia      | Sofia        | Stadio Georgi Asparuhov       |
| Lokomotiv Plovdiv | Plovdiv      | Stadio Lokomotiv, Plovdiv     |
| Lokomotiv Sofia   | Sofia        | Stadio Lokomotiv, Sofia       |
| Ludogorec         | Razgrad      | Ludogorec Arena               |
| Septemvri Sofia   | Sofia        | Stadio nazionale Vasil Levski |
| Slavia Sofia      | Sofia        | Stadio Slavia                 |
| Spartak Varna     | Varna        | Stadio Spartak, Varna         |

## Partecipazioni per squadra
Sono 70 le squadre ad aver preso parte alle 78 edizioni della Prima Lega dal 1948-1949 al 2025-2026 (in grassetto le squadre partecipanti alla stagione 2025-2026):
- 78 volte:  Levski Sofia
- 77 volte:  CSKA Sofia,  Slavia Sofia
- 71 volte:  Botev Plovdiv
- 70 volte:  Lokomotiv Sofia
- 65 volte:  Lokomotiv Plovdiv
- 62 volte:  Černo More Varna
- 59 volte:  Beroe
- 46 volte:  Spartak Varna
- 38 volte:  Minjor Pernik
- 37 volte:  Botev Vraca
- 35 volte:  Spartak Pleven
- 29 volte:  FK Černomorec Burgas,  Dunav Ruse,  Marek Dupnica
- 27 volte:  Pirin Blagoevgrad
- 25 volte:  Sliven
- 24 volte:  FK Etăr
- 20 volte:  Liteks Loveč
- 18 volte:  Akademik Sofia
- 17 volte:  Spartak Plovdiv
- 15 volte:  Dobrudža,  Ludogorec,  Spartak Sofia
- 14 volte:  Neftohimik Burgas
- 12 volte:  Belasica Petrič
- 11 volte:  Montana
- 10 volte:  Lokomotiv GO
- 8 volte:  Septemvri Sofia
- 7 volte:  Arda Kărdžali,  PSFK Černomorec Burgas,  Haskovo,  Šumen,  Velbažd,  Jantra Gabrovo,
- 6 volte:  CSKA 1948 Sofia,  Hebăr Pazardžik
- 5 volte:  Vidima-Rakovski
- 4 volte:  Akademic Svištov,  Etăr,  Marica Plovdiv,  Rodopa Smoljan,  Vihren Sandanski,
- 3 volte:  Torpedo Pleven,  Carsko Selo,  Tundzha Yambol,  Vereja,  Vitoša Bistrica,  Zavod 12 Sofia
- 2 volte:  Cherveno Zname Sofia,  Kaliakra,  Krumovgrad,  Lokomotiv Mezdra,  Metalurg Pernik,  Pirin Goce Delčev,  Rakovski Ruse,  Rilski Sportist,  Stroitel Sofia,  VVS Sofia
- 1 volta:  Akademik Varna,  Bdin,  Černomorec Burgas Sofia,  Dimitrovgrad,  Etăr 1924,  Himik Dimitrovgrad,  Ljubimec 2007,  Nesebăr,  Olimpik Teteven,  Pavlikeni,  Rozova Dolina,  Slavia Plovdiv,  Sportist,  Svetkavica

## Albo d'oro
- 1924: Non terminato
- 1925:  Vladislav Varna (1º)
- 1926:  Vladislav Varna (2º)
- 1927: Non giocato
- 1928:  Slavia Sofia (1º)
- 1929:  Botev Plovdiv (1º)
- 1930:  Slavia Sofia (2º)
- 1931:  AS 23 Sofia (1º)
- 1932:  Spartak Varna (1º)
- 1933:  Levski Sofia (1º)
- 1934:  Vladislav Varna (3º)
- 1935:  Sportklub Sofia (1º)
- 1936:  Slavia Sofia (3º)
- 1937:  Levski Sofia (2º)
- 1937-1938:  Ticha Varna (1º)
- 1938-1939:  Slavia Sofia (4º)
- 1939-1940:  Lokomotiv Sofia (1º)
- 1941:  Slavia Sofia (5º)
- 1942:  Levski Sofia (3º)
- 1943:  Slavia Sofia (6º)
- 1944: Non terminato
- 1945:  Lokomotiv Sofia (2º)
- 1946:  Levski Sofia (4º)
- 1947:  Levski Sofia (5º)
- 1948:  CSKA Sofia (1)
- 1948-1949:  Levski Sofia (6º)
- 1950:  Levski Sofia (7º)
- 1951:  CSKA Sofia (2º)
- 1952:  CSKA Sofia (3º)
- 1953:  Levski Sofia (8º)
- 1954:  CSKA Sofia (4º)
- 1955:  CSKA Sofia (5º)
- 1956:  CSKA Sofia (6º)
- 1957:  CSKA Sofia (7º)
- 1958:  CSKA Sofia (8º)
- 1958-1959:  CSKA Sofia (9º)
- 1959-1960:  CSKA Sofia (10º)
- 1960-1961:  CSKA Sofia (11º)
- 1961-1962:  CSKA Sofia (12º)
- 1962-1963:  Spartak Plovdiv (1º)
- 1963-1964:  Lokomotiv Sofia (3º)
- 1964-1965:  Levski Sofia (9º)
- 1965-1966:  CSKA Sofia (13º)
- 1966-1967:  Botev Plovdiv (2º)
- 1967-1968:  Levski Sofia (10º)
- 1968-1969:  CSKA Sofia (14º)
- 1969-1970:  Levski Sofia (15º)
- 1970-1971:  CSKA Sofia (15º)
- 1971-1972:  CSKA Sofia (16º)
- 1972-1973:  CSKA Sofia (17º)
- 1973-1974:  Levski Sofia (12º)
- 1974-1975:  CSKA Sofia (18º)
- 1975-1976:  CSKA Sofia (19º)
- 1976-1977:  Levski Sofia (13º)
- 1977-1978:  Lokomotiv Sofia (4º)
- 1978-1979:  Levski Sofia (14º)
- 1979-1980:  CSKA Sofia (20º)
- 1980-1981:  CSKA Sofia (21º)
- 1981-1982:  CSKA Sofia (22º)
- 1982-1983:  CSKA Sofia (23º)
- 1983-1984:  Levski Sofia (15º)
- 1984-1985:  Levski Sofia (16º)
- 1985-1986:  Beroe (1º)
- 1986-1987:  CSKA Sofia (24º)
- 1987-1988:  Levski Sofia (17º)
- 1988-1989:  CSKA Sofia (25º)
- 1989-1990:  CSKA Sofia (26º)
- 1990-1991:  FK Etăr (1º)
- 1991-1992:  CSKA Sofia (27º)
- 1992-1993:  Levski Sofia (18º)
- 1993-1994:  Levski Sofia (19º)
- 1994-1995:  Levski Sofia (20º)
- 1995-1996:  Slavia Sofia (7º)
- 1996-1997:  CSKA Sofia (28º)
- 1997-1998:  Liteks Loveč (1º)
- 1998-1999:  Liteks Loveč (2º)
- 1999-2000:  Levski Sofia (21º)
- 2000-2001:  Levski Sofia (22º)
- 2001-2002:  Levski Sofia (23º)
- 2002-2003:  CSKA Sofia (29º)
- 2003-2004:  Lokomotiv Plovdiv (1º)
- 2004-2005:  CSKA Sofia (30º)
- 2005-2006:  Levski Sofia (24º)
- 2006-2007:  Levski Sofia (25º)
- 2007-2008:  CSKA Sofia (31º)
- 2008-2009:  Levski Sofia (26º)
- 2009-2010:  Liteks Loveč (3º)
- 2010-2011:  Liteks Loveč (4º)
- 2011-2012:  Ludogorec (1º)
- 2012-2013:  Ludogorec (2º)
- 2013-2014:  Ludogorec (3º)
- 2014-2015:  Ludogorec (4º)
- 2015-2016:  Ludogorec (5º)
- 2016-2017:  Ludogorec (6º)
- 2017-2018:  Ludogorec (7º)
- 2018-2019:  Ludogorec (8º)
- 2019-2020:  Ludogorec (9º)
- 2020-2021:  Ludogorec (10º)
- 2021-2022:  Ludogorec (11º)
- 2022-2023:  Ludogorec (12º)
- 2023-2024:  Ludogorec (13º)
- 2024-2025:  Ludogorec (14º)

## Vittorie per squadra
| Club              | Vittorie | Secondi posti | Stagioni |
| ----------------- | -------- | ------------- | --- |
| CSKA Sofia        | 31       | 22            | 1948, 1951, 1952, 1954, 1955, 1956, 1957, 1958, 1959, 1960, 1961, 1962, 1966, 1969, 1971, 1972, 1973, 1975, 1976, 1980, 1981, 1982, 1983, 1987, 1989, 1990, 1992, 1997, 2003, 2005, 2008 |
| Levski Sofia      | 26       | 30            | 1933, 1937, 1942, 1946, 1947, 1949, 1950, 1953, 1965, 1968, 1970, 1974, 1977, 1979, 1984, 1985, 1988, 1993, 1994, 1995, 2000, 2001, 2002, 2006, 2007, 2009                               |
| Ludogorec         | 14       | -             | 2012, 2013, 2014, 2015, 2016, 2017, 2018, 2019, 2020, 2021, 2022, 2023, 2024, 2025 |
| Slavia Sofia      | 7        | 10            | 1928, 1930, 1936, 1939, 1941, 1943, 1996 |
| Lokomotiv Sofia   | 4        | 6             | 1940, 1945, 1964, 1978 |
| Liteks Loveč      | 4        | 1             | 1998, 1999, 2010, 2011 |
| Vladislav Varna   | 3        | 4             | 1925, 1926, 1934 |
| Botev Plovdiv     | 2        | 2             | 1929, 1967 |
| Ticha Varna       | 1        | 2             | 1938 |
| Spartak Varna     | 1        | 1             | 1932 |
| Spartak Plovdiv   | 1        | 1             | 1963 |
| Beroe             | 1        | 1             | 1986 |
| Lokomotiv Plovdiv | 1        | 1             | 2004 |
| AS 23 Sofia       | 1        | -             | 1931 |
| Sportklub Sofia   | 1        | -             | 1935 |
| FK Etăr           | 1        | -             | 1991 |

- CSKA Sofia (include Septemvri CDV, CDNA Sofia e CFKA Sredec)
- Levski Sofia (include Dinamo Sofia, Levski Spartak e Vitoša Sofia)
- Slavia Sofia (include Stroitel Sofia e Udarnik Sofia)
- Botev Plovdiv (include Trakija Plovdiv)
- A seguito della forzata fusione per motivi politici di Tiča e Vladislav, il titolo fu assegnato al neonato club Černo More[2][3]

## Statistiche e record

### Record individuali

#### Presenze

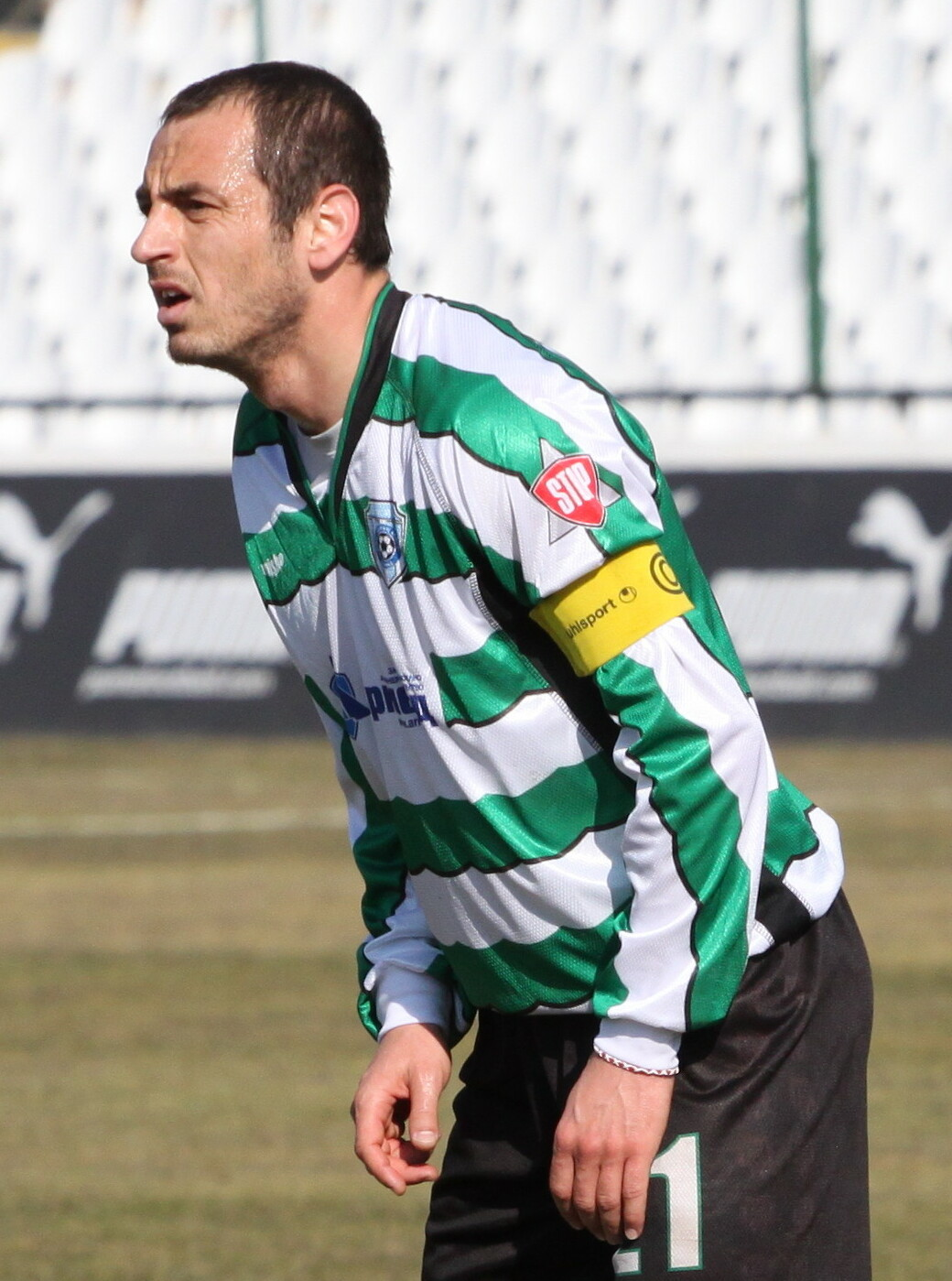
Georgi Iliev, detentore del primato di presenze nella massima serie bulgara.

| Pos.                                                                                   | Giocatore         | Periodo   | Pres. |
| -------------------------------------------------------------------------------------- | ----------------- | --------- | ----- |
| 1                                                                                      | Georgi Iliev      | 2000-2019 | 461   |
| 2                                                                                      | Martin Kamburov   | 1998-2021 | 456   |
| 3                                                                                      | Marin Bakalov     | 1980-1999 | 454   |
| 4                                                                                      | Dinko Dermendžiev | 1959-1978 | 447   |
| 5                                                                                      | Vidin Apostolov   | 1959-1976 | 444   |
| 6                                                                                      | Todor Marev       | 1972-1990 | 422   |
| 7                                                                                      | Hristo Bonev      | 1964-1984 | 410   |
| 8                                                                                      | Zaprjan Rakov     | 1983-1999 | 403   |
| 9                                                                                      | Malin Oračev      | 1990-2008 | 398   |
| 10                                                                                     | Todor Jančev      | 1997-2014 | 395   |
| in grassetto i giocatori ancora attivi in Părva liga dati aggiornati al 13 luglio 2024 |                   |           |       |

#### Reti

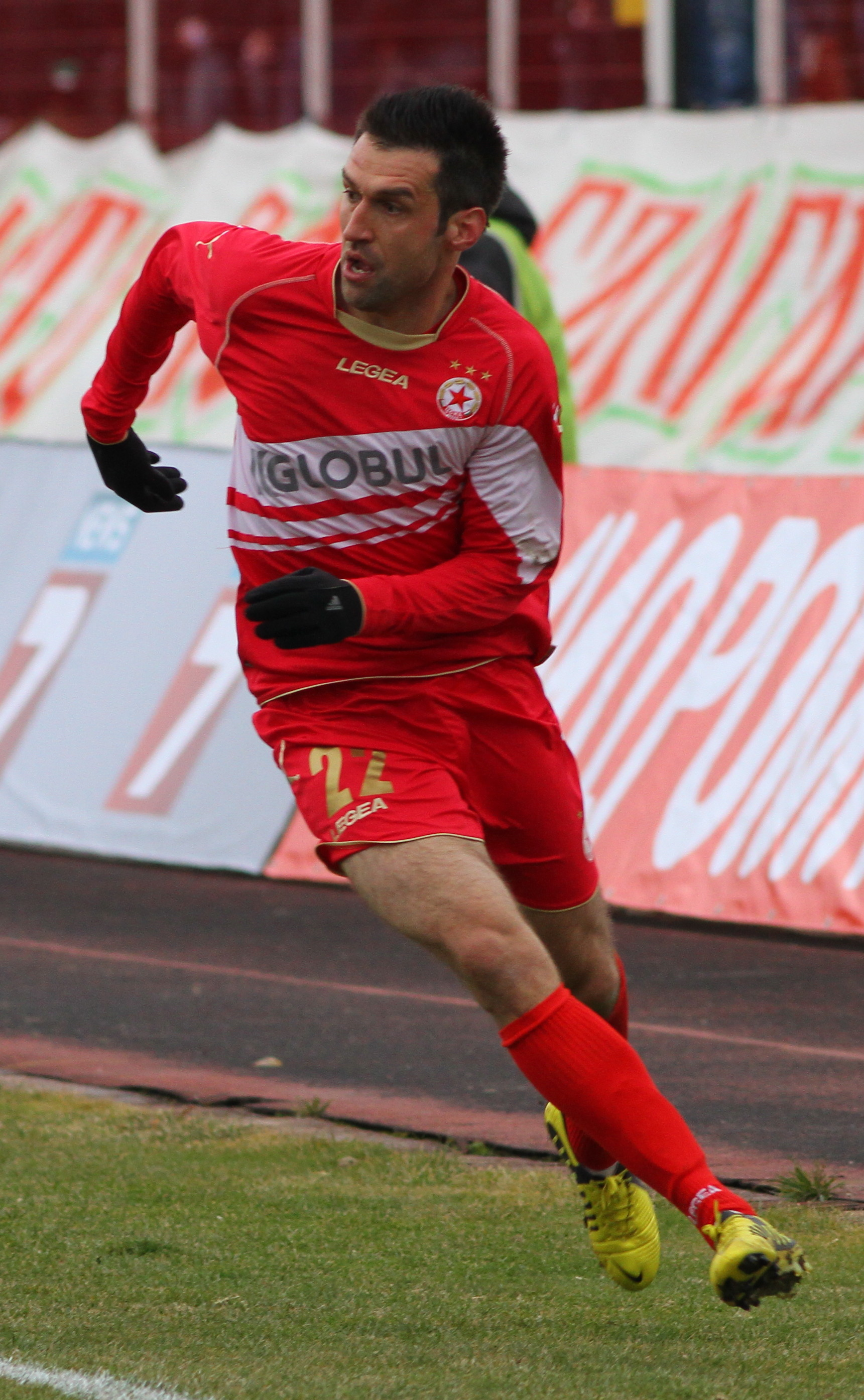
Martin Kamburov, detentore del record di reti nella massima serie bulgara.

| Pos.                                                                                   | Giocatore         | Periodo   | Reti |
| -------------------------------------------------------------------------------------- | ----------------- | --------- | ---- |
| 1                                                                                      | Martin Kamburov   | 1998-2021 | 256  |
| 2                                                                                      | Petăr Žekov       | 1962-1975 | 253  |
| 3                                                                                      | Nasko Sirakov     | 1980-1998 | 196  |
| 4                                                                                      | Dinko Dermendžiev | 1959-1978 | 194  |
| 5                                                                                      | Hristo Bonev      | 1964-1984 | 185  |
| 6                                                                                      | Plamen Getov      | 1977-1998 | 164  |
| 7                                                                                      | Nikola Kotkov     | 1956-1971 | 163  |
| 8                                                                                      | Stefan Bogomilov  | 1962-1976 | 162  |
| 9                                                                                      | Petăr Mihtarski   | 1982-2001 | 158  |
| 10                                                                                     | Petko Petkov      | 1968-1980 | 152  |
| in grassetto i giocatori ancora attivi in Părva liga dati aggiornati al 13 luglio 2024 |                   |           |      |